# الاحتجاجات السورية 1945
الاحتجاجات السورية 1945 والتي تعرف أيضًا باسم انتفاضة الاستقلال، هي مظاهرات عمّت دمشق ومدنًا سوريّة أخرى كحمص وحماة واللاذقية، وامتدت لتشمل صدامات مع سلطة الانتداب الفرنسي على سوريا. بدأت في أعقاب نهاية الحرب العالمية الثانية وتطورت لقصف دمشق بالمدفعية الثقيلة واحتلال مبنى البرلمان. تدخل رئيس الوزراء البريطاني ونستون تشرشل، أدى إلى وقف قصف دمشق وعودة القوات الفرنسية إلى الثكنات خارج المدن، وبداية المفاوضات الثلاثية التي أدت إلى جلاء القوات الفرنسية عن سوريا وزوال الانتداب نهائيًا في 17 أبريل 1946.
أدت الانتفاضة أيضًا إلى مطالبة شباب سوري بتشكيل «جيش تحرير وطني»، وتعرض عملاء فرنسا لعمليات تصفية، والدعوة لسحب الأموال من البنوك الفرنسية، وحث الأهالي على عدم إرسال الأولاد إلى المدارس الفرنسية، كما رجمت السيارات الفرنسية في كل مكان بالحجارة أو القاذورات، وأعلن الإضراب في جميع الدول العربية لمدة 24 ساعة تضامنًا مع سوريا، وعقد أول اجتماع على مستوى القمة لجامعة الدول العربية، وإلى امتداد التظاهرات إلى لبنان. إضافة إلى تدخل عسكري بريطاني عبر مطار وميناء بيروت، رغم معارضة شارل ديغول للتدخل، مشرفة على عملية تسليم السلطة؛ وقد اعتبرت الصحافة الفرنسية الاحتجاجات أول «هزة» لصورة شارل ديغول السياسية. كذلك فإن الجيش السوري تم الإعلان عن تأسيسه في 1 أغسطس، وهي المناسبة التي غدت عيد الجيش في سوريا ولبنان.
اعتبرت الحكومة السورية الجنرال بينيت ونائبه أوليفا روجيه مملثلي فرنسا في دمشق «مجرمي حرب»، غير أنه لم تتم محكمتهما مطلقًا.

## خلفية
في أعقاب الإضراب الستيني عام 1936 توحدت البلادالسورية ونالت حكمًا ديموقراطيًا تحت إدارة الكتلة الوطنية، غير أنه لم يطل، إذ أوقف العمل بالدستور وأخضعت البلاد مجددًا للحكم المباشر عام 1939 بعد استقالة رئيس الجمهورية هاشم الأتاسي. وبعد دخول الجيش البريطاني وقوات فرنسا الحرة إلى البلاد عام 1941 أعلن شارل ديغول استقلال سوريا، ونظمت بعد خمود معارك الشرق الأوسط انتخابات نيابية أفضت إلى فوز شكري القوتلي بالرئاسة وإعادة الكتلة الوطنية إلى سدة الحكم.
استمرت المفاوضات مع فرنسا لإنهاء تواجدها العسكري، واستطاعت الحكومة تسلّم إدارة المصالح المشتركة والتي تشمل الأمن العام والجمارك وشؤون العشائر ورقابة وسائل الإعلام والسكك الحديدية وعددًا من المهام الأخرى عام 1944، إلا أنّ فرنسا تلكأت في تسليم السلطة بالكامل للحكومة السورية وسحب جنودها نهائيًا من البلاد.

## مجريات الأحداث

### انطلاق المواجهات
في مايو 1945 وضعت الحرب العالمية الثانية أوزارها في أوروبا بعد استسلام ألمانيا، ووصلت دمشق قوات فرنسيّة - سنغاليّة، وتمركزت في المدينة. وأقام الجيش الفرنسي احتفالات للمناسبة بدءًا من 8 مايو، طافت خلالها الجند الفرنسيون في الشوارع حاملين المصابيح دلالة على الابتهاج بحلول السلام. فقابل هذه الاحتفالات مظاهرات شبابية هاتفة بالحرية والاستقلال ومنادية بوجوب جلاء الجيش الفرنسي عن سوريا؛ ولم تعترض هذه المظاهرات أبدًا.
في 18 مايو، طالب المندوب الفرنسي الجنرال بينيت من الحكومة السورية التوقيع على ثلاث اتفاقيات تتعلق الأولى بضمان استقلال المنشآت الثقافيّة الفرنسيّة، والثانية صيانة مصالح فرنسا الاقتصاديّة، والثالثة تأسيس قواعد جويّة وبحريّة لها على الأراضي السوريّة. في اليوم التالي، اجتمعت الحكومتان السورية واللبنانيّة في شتورة وقررتا رفض الاتفاقيات الثلاث، إضافة إلى الاحتجاج لدى الحكومة الفرنسية على إنزال الجيش الفرنسي - السنغالي في سوريا ولبنان؛ وعندما عرضت الاتفاقيات على مجلس النواب السوري في 26 مايو، قرر رفض الاتفاقيات، وبررت خطب النواب ذلك بالمركز السياسي المتميز لفرنسا والذي لا يجوز في دولة مستقلة كسوريا، وترافقت الجلسة مع خطب حماسيّة للنواب.

### امتداد المظاهرات
في أعقاب جلسة البرلمان مباشرة، هبت أعداد كبيرة من السوريين في دمشق بمظاهرات حاشدة معادية للانتداب ومطالبة بالاستقلال. وتكررت في اليوم التالي، 27 مايو، مع إضراب طلاب المدارس والمعاهد والجامعة السورية، وامتدت إلى حمص وحماه. وتخللت المظاهرات أعمال عدائيّة للمظاهر الفرنسية، كنزع لافتات المحلات التجارية المكتوبة باللغة الفرنسية، وحرق الكتب الفرنسية علنًا أمام دار الحكومة. وفي اليوم الثالث من المظاهرات أي 28 مايو، أحرقت عدد من الآليات والمكاتب الفرنسيّة، وسحبت فرنسا موظفيها إلى أماكن آمنة محددة داخل المدينة، في حين كانت دمشق «تننفض عن بكرة أبيها».

### قصف دمشق ومعركة المجلس النيابي

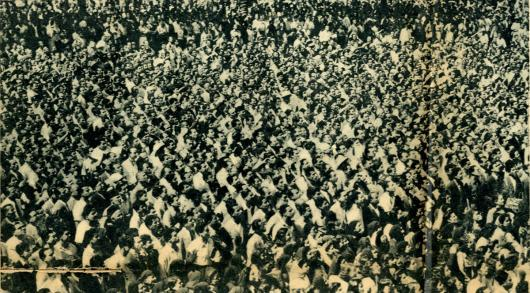
مظاهرات في بيروت بعد مجزرة 29 أيار تضامنًا مع دمشق.

مساء اليوم الرابع للمظاهرات، أي يوم الثلاثاء 29 مايو 1945، وهو ميعاد انعقاد جلسة المجلس النيابي؛ قصفت دمشق من الثكنات العسكرية الفرنسية والمواقع التي يشغلها الجيش الفرنسي، بالأسلحة الثقيلة واستهدف القصف أماكن سكنيّة في المدينة، كما سجلت حركة نزوح من دمشق، في حين لجأ القسم الأكبر من السكان إلى دمشق القديمة.
وكل ذلك حدث إثر طلب ضابط فرنسي من شرطة حرس مبنى البرلمان أداء التحية للعلم الفرنسي، فأجاب قائد شرطة البرلمان بأن التعليمات الرسمية تحول دون أداء التحية لغير العلم السوري، فأنذر الضابط الفرنسي بإطلاق النار في حال عدم أداء التحية للعلم الفرنسي، فردت شرطة البرلمان بالتصريح بأنّ أي اعتداء سيقابل بالمثل.
بعد مدة وجيزة، ضرب بالبوق لتحية العلم الفرنسي المرفوع على دار القيادة الفرنسية مقابل مبنى البرلمان، ولم تؤد المفرزة السورية التحية، قام أحد الجند السنغاليين بإطلاق قنبلة يدوية جرحت بشظاياها عددًا من أفراد المفرزة. قابلت المفرزة بإطلاق النار على الجندي السنغالي، فقتل، لينهال الرصاص على مبنى المجلس النيابي والقائمين على حراسته من مقر القيادة، وقتل بنتيجة المعركة ثلاثين شرطيًا، وهدم قسم من المبنى، في حين نهبه السنغاليون، ومثلوا بجثث القتلى السوريين.
انتقل الرئيس شكري القوتلي وعدد من الوزراء إلى قصر خالد العظم في سوق ساروجة، في حين غادر رئيس مجلس النواب سعد الله الجابري إلى بيروت بسيارة بطريرك روسيا الذي كان يزور البلاد، في حين كان فارس الخوري رئيس الوزارة، في زيارة رسمية إلى الولايات المتحدة. ومما يذكر خلال قصف دمشق، تنظيم الشباب السوري لأنفسهم، سيما طلاب جامعة دمشق، في إسعاف ونقل الجرحى يتقدمهم مسلم البارودي، الذي قتل خلال إسعافه جرحى بالقرب من محطة حديد الحجاز.

### تدخل بريطانيا
بعد ثلاثة أيام من القصف في 31 مايو 1945 قام الجنرال باجيت القائد الأعلى للقوات البريطانية في سوريا ولبنان، يرافقه وزير الدولة البريطانية آلن شو، بزيارة دمشق ولقاء الرئيس القوتلي، وأبلغه معاضدة الحكومة البريطانية للشعب السوري. كذلك فإن الاتصالات بين الحكومتين الفرنسيّة والبريطانيّة، أجبرت فرنسا على وقف القصف والانسحاب من داخل حدود المدن نحو الثكنات فورًا، والتجمع تحت حماية الجيش البريطاني؛ واضطر نائب المندوب الفرنسي لمغادرة دمشق تحت تهديد التدخل العسكري البريطاني. تزامنًا مع انسحاب الفرنسيين، هجم شبان سوريين على مكتب اللوازم العسكرية الفرنسي في منطقة الصالحية وقتلوا 15 جنديًا سنغاليًا داخل المكتب.

### المفاوضات الثلاثية، وحوادث اللاذقية
أبرق ونستون تشرشل إلى شارل ديغول بوجوب الحفاظ على أمن الشرق الأوسط، وأن تدخل بريطانيا جاء لتحقيق هذه الغاية، فضلاً عن منع إراقة الدماء. بعد عودة القوات الفرنسية إلى ثكناتها، دعت بريطانيا إلى مفاوضات ثلاثية تجري في لندن. وتزامنًا مع المفاوضات، استمرت المظاهرات بشكل متفرق في دمشق، وتعرضت دوريات جيش الشرق الفرنسي والمصالح الفرنسية للاعتداء في مختلف المدن السورية، كذلك فقد توقفت حركة البيع مع الفرنسيين.
في 5 يوليو 1945 اندلعت اشتباكات في اللاذقية بعد أن دهست سيارة عسكرية فرنسية أحد الأطفال ما أدى إلى موته، فجابت المدينة مظاهرات حاشدة منددة بالانتداب، ردّ عليها الفرنسيون بإطلاق النار، فردت قوات الشرطة السورية بالمثل، ونتيجة الاشتباكات قتل 16 سوريًا و20 فرنسيًا، وأدى إلى استلام الجيش البريطاني زمام الأمور ونقل عدد من الضباط الفرنسيين إلى بيروت. حوادث مشابهة على مستوى أقل شهدتها حمص وحماه على وجه الخصوص.

## الجلاء
أدت المفاوضات الثلاثية في 22 يوليو إلى تسلم السلطات السورية مسؤولية الثكنات العسكرية كافة في البلاد، وإلى إنشاء الجيش السوري في 1 أغسطس، والذي غدا عيد الجيش، ومن ثم في ديسمبر 1945 توصلت المفاوضات الثلاثية إلى نتيجة مفادها رفع القضية إلى مجلس الأمن الدولي، مع تعهد فرنسا وبريطانيا بعدم استعمال حق النقض. وناقش المجلس القضيّة السوريّة واتخذ في شهر فبراير 1946 قراره بوجب جلاء فرنسا وزوال الانتداب. نفذت فرنسا قرار مجلس الأمن سريعًا، وسحبت آخر قواتها من سوريا في 17 أبريل 1946، وهو اليوم الذي بات اليوم الوطني للبلاد.

## مواقع خارجية
- بيان الكتلة الوطنية لمناسبة انتفاضة 29 أيار[وصلة مكسورة] - التحالف الوطني العراقي.
- المرأة السورية تتظاهر للمطالبة بالاستقلال - البيان.
- مجزرة المجلس النيابي لعام 1945 - اكتشف سوريا.
- التاسع والعشرون من أيار - اكتشف سوريا.